# Tangguoa
Genre
Tangguoa est un genre d'araignées aranéomorphes de la famille des Pholcidae.

## Distribution
Les espèces de ce genre sont endémiques de Chine.

## Liste des espèces
Selon World Spider Catalog (version 22.0, 17/03/2021) :
- Tangguoa laibin Yao & Li, 2021
- Tangguoa tongguling Yao & Li, 2021

## Publication originale
- Yao, Luo & Li, 2021 : « Tangguoa gen. nov., one new genus of daddy-long-leg spiders (Araneae: Pholcidae) from southern China. » Zootaxa , no 4938(1), p. 131-140.